# ديفيد براشاو
ديفيد براشاو (بالإنجليزية: David Bradshaw)‏ هو رسام أمريكي، ولد في 28 سبتمبر 1944 في نيويورك في الولايات المتحدة.